# Rock Band
|  | Dieser Artikel wurde auf die Qualitätssicherungsseite des WikiProjekt Computerspiel eingetragen. Beteilige dich an der Diskussion und hilf mit, den Artikel zu verbessern. (→ Artikel in der QS-Computerspiel eintragen) |

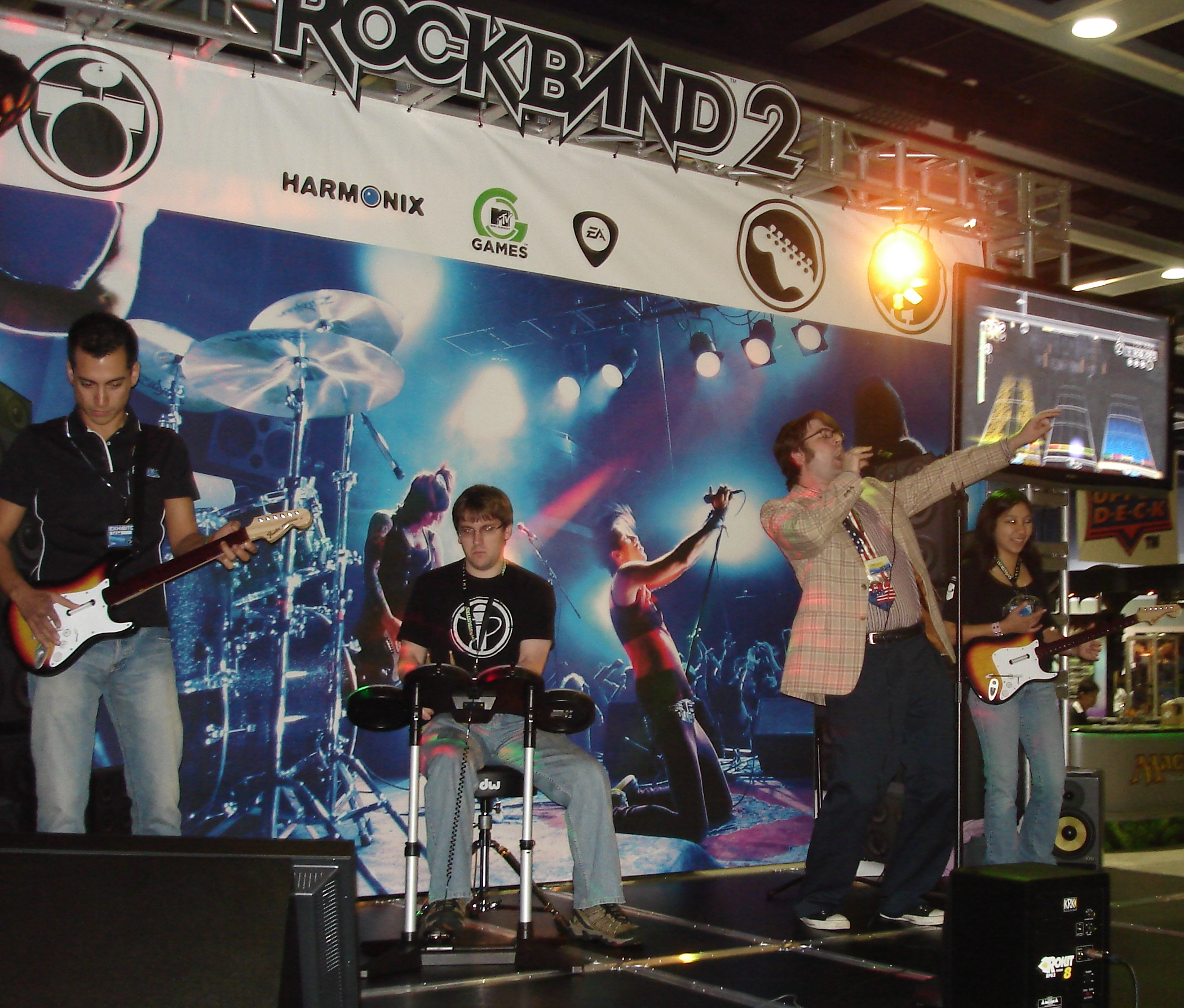
Vier Spieler spielen Rock Band auf der Penny Arcade Expo

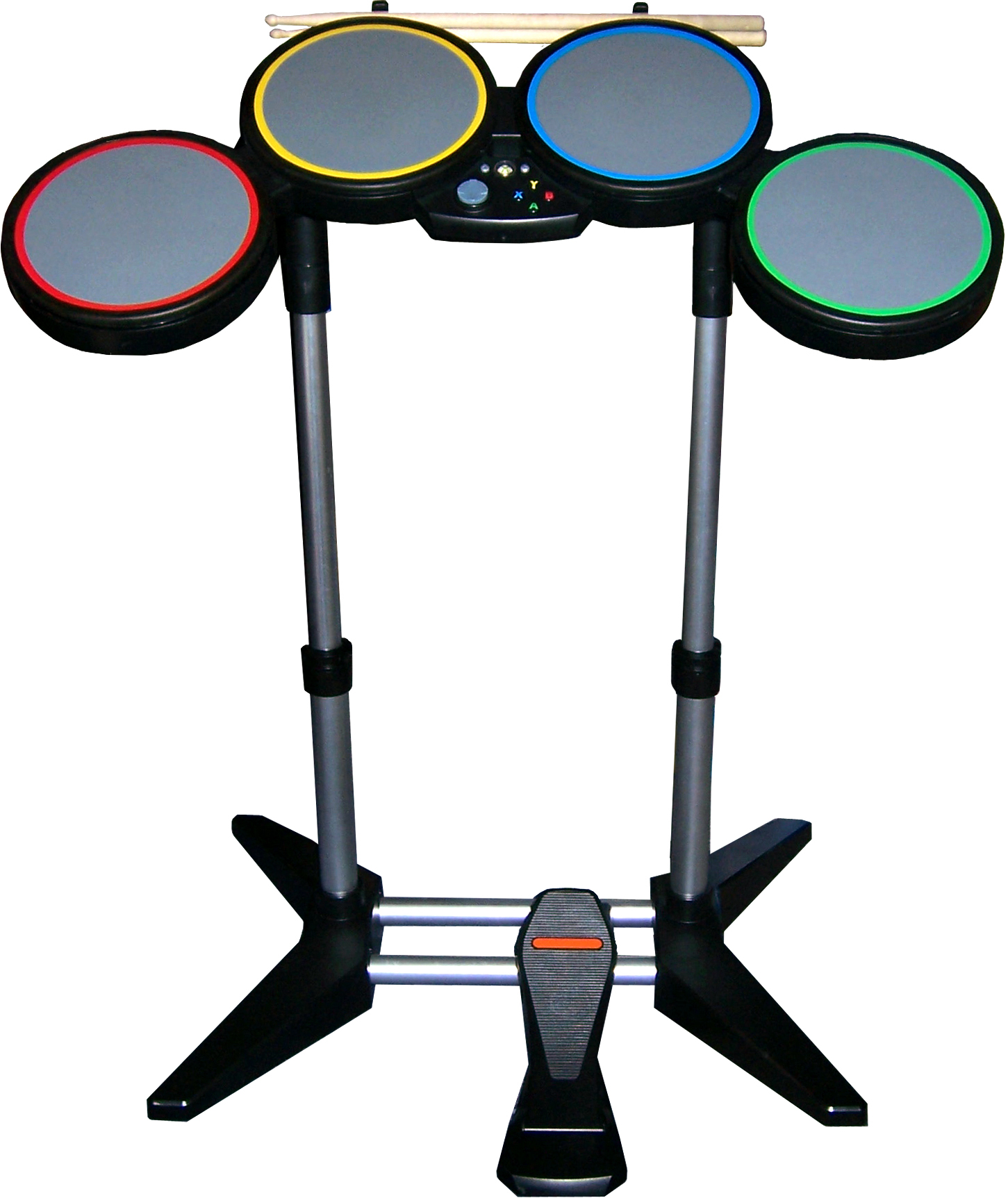
Rock Band Schlagzeug

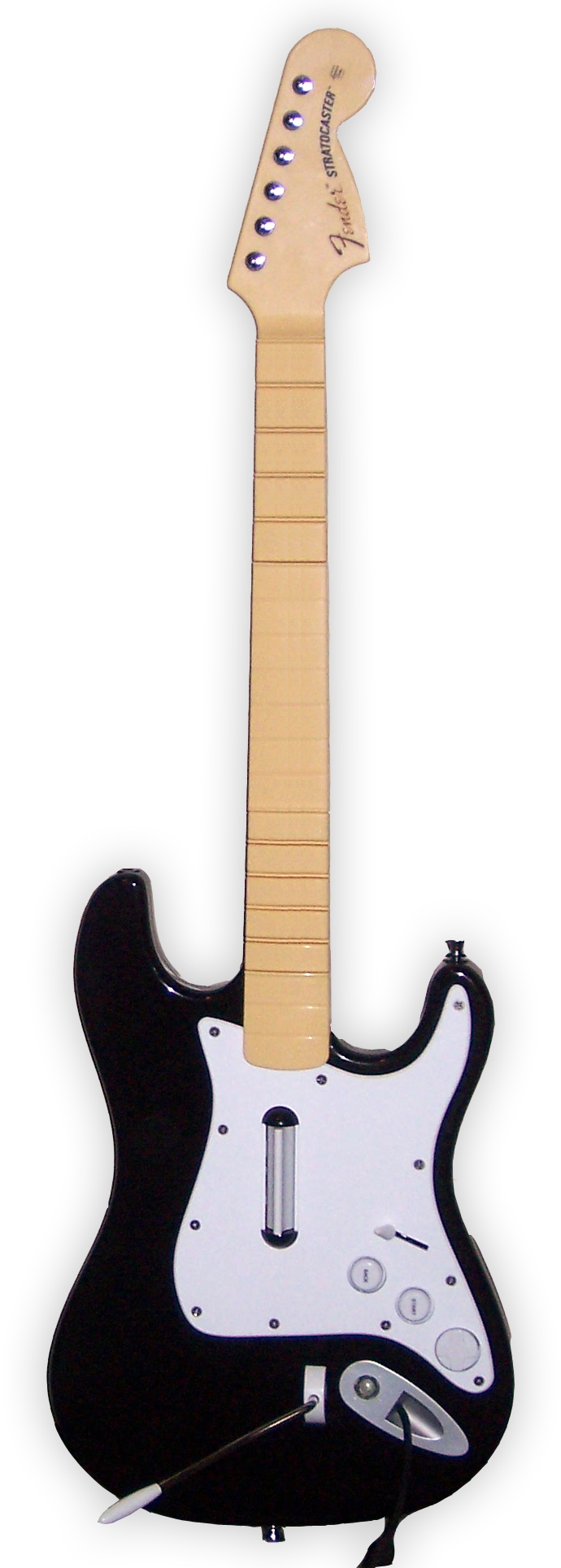
Rock Band Fender Gitarre

Rock Band ist eine Videospielreihe aus dem Genre der Musikspiele. Die Spielserie stammt vom Entwickler Harmonix Music Systems, der bereits die erfolgreiche Guitar-Hero-Reihe erschuf.

## Gameplay
Rock Band verwendet viele Spielelemente der Guitar-Hero-Serie. So sind auch hier die Peripheriegeräte realen Instrumenten nachempfunden, mit denen das Spielen von Musik simuliert wird. Der Spieler nutzt die Instrumente um vertikal durchlaufende farbige Noten am Bildschirm rechtzeitig und im Takt zu drücken. Zur Auswahl stehen Gitarre, Bass, Schlagzeug und Mikrofon. Am Gitarrenhals sind mehrfarbige Knöpfe angebracht, während das Schlagzeug mit farbig markierten Schlagflächen und einem Pedal ausgestattet ist.
Rock Band nutzt eine Kombination aus Guitar-Hero- und SingStar-Elementen. Um auf der Gitarre bzw. dem Bass einen Ton zu spielen, muss der Spieler die Farbe die gerade am Bildschirm durchläuft gedrückt halten und den Ton mit einem Schalter anschlagen. Am Schlagzeug wird die Schlagfläche mit der entsprechenden Farbe mit den Sticks einfach gespielt. Im oberen Teil des Bildschirms laufen horizontal die Gesangsnoten, die von dem Spieler durch Singen in das Mikrofon möglichst getroffen werden müssen.
Im kooperativen Spielmodus kann jedes Instrument durch einen realen Mitspieler oder den Computer belegt werden. Entweder online oder offline können sich Spieler zusammenfinden und eine virtuelle Band gründen. Dabei kann jeder Spieler einen eigenen Schwierigkeitsgrad wählen, der an sein eigenes Können angepasst ist. Zur Auswahl stehen Einfach, Mittel, Schwer und Experte. Die verdienten Punkte aller Spieler werden zu einer Gesamtpunktzahl der Band addiert.
Anders als in der Wii-Version des Spiels können Spieler der Xbox-360- oder PlayStation-3-Version den Charakter, den sie spielen, selbst erstellen. Die Möglichkeiten sind umfassend: Haar, Körper, Kleidung und Tattoos können individuell angepasst werden.

## Entwicklungsgeschichte
Nachdem der ehemalige Verleger RedOctane und somit auch die Rechte an der Serie Guitar Hero an Activision verkauft wurden, und das Entwicklerstudio Neversoft diese Reihe weiter führte, entschloss sich Harmonix Music Systems, ein neues Spiel zu erschaffen, das das Konzept beibehält, jedoch weiter ausbaut. Die erste Ankündigung des Spieles erfolgte am 1. April 2007, wobei auch die Zusammenarbeit des Entwicklerstudios mit MTV, sowie das Spielkonzept bekannt gegeben wurden.

## Hauptserie

### Rock Band
Das Spiel wurde Ende 2007 bereits in Nordamerika veröffentlicht und überzeugte Kritiker weltweit. Seit seinem Erscheinen wurden allein in Nordamerika bereits mehr als drei Millionen Exemplare des Spieles veräußert. In Europa ist das Spiel im zweiten Quartal 2008 erschienen, zunächst jedoch exklusiv für die Xbox 360. 45 Lieder sind auf der Disk spielbar. Zusätzlich enthält die europäische Version 9 exklusive Lieder. Online sind bereits über 2000 Lieder zum Download verfügbar.

#### Kritik
Kritik von Medien und Spielern kam auf als das Spiel in Europa zum Veröffentlichungsdatum zuzüglich aller Instrumente (Gitarre, Schlagzeug, Mikrofon) zum Preis von 240 Euro angeboten wurde. Im Vergleich zu den USA sollten europäische Spieler fast den doppelten Preis bezahlen. Als Reaktion auf die Kritik verwies der Entwickler auf die hohen Transportkosten nach Europa.
Im Gegensatz zu Guitar Hero kann man Rock Band nicht mit dem regulären Controller spielen, sondern nur mit den speziellen Gitarren- oder Schlagzeugkontrollern oder dem Singstar-Mikrophon. Für das volle Band-Erlebnis werden für alle Mitspieler diese speziellen Controller gebraucht.
| - Are You Gonna Be My Girl – Jet - Ballroom Blitz – The Sweet - Black Hole Sun – Soundgarden - Blitzkrieg Bop – Ramones - Celebrity Skin – Hole                                     | - Cherub Rock – Smashing Pumpkins - Creep – Radiohead - Dani California – Red Hot Chili Peppers - Dead on Arrival – Fall Out Boy - Detroit Rock City – Kiss                                        |
| - (Don’t Fear) The Reaper – Blue Öyster Cult - Electric Version – The New Pornographers - Enter Sandman – Metallica - Epic – Faith No More - Flirtin’ with Disaster – Molly Hatchet | - Foreplay/Long Time – Boston - Gimme Shelter – The Rolling Stones - Go with the Flow – Queens of the Stone Age - Green Grass and High Tides – The Outlaws - The Hand That Feeds – Nine Inch Nails |
| - Here It Goes Again – OK Go - Highway Star – Deep Purple - I Think I’m Paranoid – Garbage - I’m So Sick – Flyleaf - In Bloom – Nirvana - Learn to Fly – Foo Fighters               | - Main Offender – The Hives - Maps – Yeah Yeah Yeahs - Mississippi Queen – Mountain - Next to You – The Police - Orange Crush – R.E.M.                                                             |
| - Paranoid – Black Sabbath - Reptilia – The Strokes - Run to the Hills – Iron Maiden - Sabotage – Beastie Boys - Say It Ain’t So – Weezer                                           | - Should I Stay or Should I Go – The Clash - Suffragette City – David Bowie - Tom Sawyer – Rush - Train Kept A-Rollin – Aerosmith - Vasoline – Stone Temple Pilots                                 |
| - Wanted Dead or Alive – Bon Jovi - Wave of Mutilation – Pixies - Welcome Home – Coheed and Cambria - When You Were Young – The Killers - Won’t Get Fooled Again – The Who          | |

Die europäische Version enthält neun weitere Lieder aus Deutschland, Frankreich und Großbritannien:
- Beetlebum – Blur
- Countdown to Insanity – H-Blockx
- Hier kommt Alex – Die Toten Hosen
- Hysteria – Muse
- Les Wampas – Manu Chao
- Monsoon – Tokio Hotel
- New Wave – Pleymo
- Perfekte Welle – Juli
- Rock ’n’ Roll Star – Oasis

Neben diesen Titeln befinden sich noch 13 Bonuslieder im Spiel, jedoch überwiegend von unbekannteren Nachwuchsbands. Bei den Versionen für PlayStation 3 und Xbox 360 ist es zudem möglich, weitere Lieder gegen Bezahlung (zu unterschiedlichen Preisen) herunterzuladen. Bislang sind mehr als 300 weitere Lieder erschienen. Dabei profitiert Rock Band von der Zusammenarbeit mit MTV und großen Plattenfirmen, was sich im Original-Liedern von namhaften Interpreten wie 30 Seconds to Mars, Blink-182, AC/DC, The Grateful Dead, Serj Tankian, System of a Down usw. niederschlägt.

### Rock Band 2
Rock Band 2 ist der Nachfolger des erfolgreichen Musikspiels von Harmonix. Die Trackliste umfasst mehr als 100 Lieder, 84 davon auf der Disk und über zwanzig können kostenlos per Download bezogen werden.
Besonders hervorzuheben ist die Möglichkeit, den kompletten Soundtrack des Vorgängers gegen ein kleines Entgelt von der Disk auf die Festplatte zu kopieren und mit der Rock-Band-2-Software zu spielen (Xbox 360, PS3 und Wii). Zudem ist Rock Band 2 mit allen Liedern kompatibel, die zum Download für Rock Band 1 erschienen sind. Des Weiteren werden wöchentlich neue Songs angeboten. Damit steht dem Spieler ein großer Pool an Musik zur Verfügung.
Zu den neuen Features gehört unter anderem die Möglichkeit, Drum-Fills und Beats über den Drum-Trainer zu trainieren.
| - Abnormality – Visions - AC/DC – Let There Be Rock - AFI – Girl’s Not Grey - Alanis Morissette – You Oughta Know - Alice in Chains – Man in the Box - Allman Brothers – Ramblin’ Man                               | - Anarchy Club – Get Clean - Avenged Sevenfold – Almost Easy - Bad Company – Shooting Star - Bang Camaro – Night Lies - Beastie Boys – So Watcha Want - Beck – E-pro                                |
| - Bikini Kill – Rebel Girl - Billy Idol – White Wedding Pt. I - Blondie – One Way or Another - Bob Dylan – Tangled Up in Blue - Bon Jovi – Livin’ on a Prayer - Breaking Wheel – Shoulder to the Plow               | - Cheap Trick – Hello There - Devo – Uncontrollable Urge - Dinosaur Jr. – Feel the Pain - Disturbed – Down with the Sickness - Dream Theater – Panic Attack - Duran Duran – Hungry Like the Wolf    |
| - Elvis Costello – Pump it Up - Fleetwood Mac – Go Your Own Way - Foo Fighters – Everlong - Guns n’ Roses – Shackler’s Revenge - Interpol – PDA - Jane’s Addiction – Mountain Song                                  | - Jethro Tull – Aqualung - Jimmy Eat World – The Middle - Joan Jett – Bad Reputation - Journey – Anyway You Want It - Judas Priest – Painkiller - Kansas – Carry On Wayward Son                     |
| - L7 – Pretend We’re Dead - Lacuna Coil – Our Truth - Libyans – Neighborhood - Linkin Park – One Step Closer - Lit – My Own Worst Enemy - Lush – De-Luxe                                                            | - Mastodon – Colony of Birchmen - Megadeth – Peace Sells - Metallica – Battery - Mighty Mighty Bosstones – Where'd You Go - Modest Mouse – Float On - Motörhead – Ace of Spades                     |
| - Nirvana – Drain You - Norman Greenbaum – Spirit in the Sky - Panic! at the Disco – Nine in the Afternoon - Paramore – That’s What You Get - Pearl Jam – Alive - Presidents of the United States of America – Lump | - Rage Against the Machine – Testify - Ratt – Round & Round - Red Hot Chili Peppers – Give it Away - Rise Against – Give it All - Rush – The Trees - Silversun Pickups – Lazy Eye                   |
| - Smashing Pumpkins – Today - Social Distortion – I Was Wrong - Sonic Youth – Teenage Riot - Soundgarden – Spoonman - Speck – Conventional Lover - Squeeze – Cool for Cats                                          | - Steely Dan – Bodhisattva - Steve Miller Band – Rock’n Me - Survivor – Eye of the Tiger - System of a Down – Chop Suey - Talking Heads – Psycho Killer - Tenacious D – Master Exploder             |
| - Testament – Souls of Black - That Handsome Devil – Rob the Prez-o-Dent - The Donnas – New Kid in School - The Go-Go's – We Got the Beat - The Grateful Dead – Alabama Getaway - The Guess Who – American Woman    | - The Main Drag – A Jagged Gorgeous Winter - The Muffs – Kids in America - The Offspring – Come Out & Play - The Replacements – Alex Chilton - The Sterns – Supreme Girl - The Who – Pinball Wizard |

### Rock Band 3
Rock Band 3 ist der Nachfolger des erfolgreichen Musikspiels von Harmonix. Das Spiel wurde am 11. Juni 2010 angekündigt und erschien am 28. Oktober in den USA sowie drei Tage später in Europa.
Zum Release von Rock Band 3 waren bereits 2.000 Songs (inkl. Rock Band 1, Rock Band 2, Rock Band 3, Lego: Rock Band, Green Day: Rock Band sowie DLC und RBN) erhältlich. In Rock Band 3 wird zudem erstmals ein Keyboard-Controller sowie Pro-Instrumente unterstützt.
| - T-Rex – 20th Century Boy - Chicago – 25 or 6 to 4 - Poni Hoax – Antibodies - Avenged Sevenfold – Beast and the Harlot - Marilyn Manson – The beautiful people                                                          | - Jane's Addiction – Been caught stealing - Slipknot – Before i forget - Queen – Bohemian Rhapsody - The Doors – Break on through (to the other side) - Anthrax – Caught in a Mosh                                               |
| - The J. Geils Band – Centerfold - The Doobie Brothers – China Grove - Foreigner – Cold as Ice - Metric – Combat Baby - Tegan and Sara – The Con                                                                         | - Ozzy Osbourne – Crazy Train - The Jimi Hendrix Experience – Crosstown Traffic - Them Crooked Vultures – Dead End Friends - Riverboat Gamblers – Don't burry me... i'm still not dead - The Police – Don't stand so close to me |
| - Rammstein – Du Hast - Tears for Fears – Everybody want to rule the world - The Bronx – False alarm - Steve Miller Band – Fly like an eagle - Def Leppard – Foolin                                                      | - Lynyrd Skynyrd – Free Bird - The Vines – Get Free - Bob Marley and the Wailers – Get up, stand up - The Beach Boys – Good vibrations (live) - The White Stripes – The hardest button to button                                 |
| - Blondie – Heart of glass - Whitesnake – Here i go again - Filter – Hey man, nice shot - Tokio Hotel – Humanoid - The Who – I can see for miles                                                                         | - James Brown – I got you (I feel good) (Alternative version) - Joan Jett & The Blackhearts – I love Rock 'n Roll - Tom Petty and the Heartbreakers – I need to know - Ramones – I wanna be sedated - John Lennon – Imagine      |
| - Big Country – In a big country - Spacehog – In the meantime - Primus – Jerry was a race car driver - The Cure – Just like heaven - HIM – Killing loneliness                                                            | - Echo & The Bunnymen – The killing moon - Dover – King George - Phoenix – Lasso - The Raveonettes – Last dance - The Sounds – Living in America                                                                                 |
| - Phish – Llama - Roxette – The look - WAR – Low rider - Juanes – Me Enamora - Faith no more – Midlife crisis | - Paramore – Misery business - INXS – Need you tonight - Queens of the Stone Age – No one knows - Ida Maria – Oh my god - At the Drive-In – One armed scissor                                                                    |
| - The Muffs – Outer space - Maná – Oye mi amor - Stone Temple Pilots – Plush - Rilo Kiley – Portions for Foxes - Huey Lewis and the News – The Power of Love                                                             | - Golden Earring – Radar love - Dio – Rainbow in the dark - Amy Winehouse – Rehab - The B-52's – Rock Lobster - Yes – Roundabout                                                                                                 |
| - Elton John – Saturday night's alright for fighting - Night Ranger – Sister Christian - Deep Purple – Smoke on the water - Pretty Girls Make Graves – Something bigger, something brighter - David Bowie – Space Oddity | - The Smiths – Stop me if you think you've heard this one before - Swingin' utters – This Bastard's life - Hypernova – Viva la Resistance - Dire Straits – Walk of life - Smash Mouth – Walking on the sun                       |
| - Warren Zevon – Werewolves of London - Devo – Whip it - The Flaming Lips – Yoshimi battles the pink robots Pr. 1 | |

## Ableger

### Rock Band: Song Pack 1
| - 30 Seconds to Mars – The Kill - All-American Rejects – Move Along - blink-182 – All the Small Things - Boston – More Than a Feeling - David Bowie – MoonageDaydream | - Faith No More – We Care a Lot - Grateful Dead – Truckin’ - The Hives – Die, All Right! - Kiss – Calling Dr. Love - Lynyrd Skynyrd – Gimme Three Steps      |
| - Nine Inch Nails – March of the Pigs - Oasis – Live Forever - Paramore – Crushcrushcrush - The Police – Synchronicity II - Queens of the Stone Age – Little Sister   | - Ramones – Teenage Lobotomy - Smashing Pumpkins – Siva - Stone Temple Pilots – Interstate Love Song - Weezer – Buddy Holly - Wolfmother – Joker & the Thief |

### Rock Band: Song Pack 2
| - Avenged Sevenfold – Afterlife - Blondie – Call me - Weezer – El Scorcho - Devo – Girl U Want - Maxïmo Park – Girls Who Play Guitars                                | - Disturbed – Indestructible - Angels & Airwaves – It Hurts - The Cars – Just What I Needed - The Police – Message In A Bottle - Pixies – Monkey Gone To Heaven                                     |
| - Duran Duran – Rio - Mötley Crüe – Saints of Los Angeles - Lynyrd Skynyrd – Simple Man - Red Hot Chili Peppers – Snow (Hey Oh) - Nine Inch Nails – The Perfect Drug | - Fall Out Boy – This ain’t a Scene, it’s an Arms Race - Papa Roach – Time is Running Out - Garbage – Why Do You Love Me - Judas Priest – You’ve got Anotzer Thing Comin - Smashing Pumpkins – Zero |

### AC/DC Live: Rock Band
AC/DC Live ist eine Erweiterung der Rock Band-Serie. Der Spieler kann allein oder mit anderen Mitspielern das AC/DC Live-Konzert von 1991 in Donington Park oder einfach seine Lieblingshits der weltberühmten Band nachspielen. Zur Auswahl steht die komplette Setliste des Auftritts. Mit dem beigelieferten Code können alle Lieder in Rock Band 1 oder 2 integriert werden.
| - Thunderstruck - Shoot to Thrill - Dirty Deeds Done Dirt Cheap - Heatseeker - Fire Your Guns - Jailbreak                     | - Moneytalks - Hells Bells - High Voltage - Whole Lotta Rosie - Let There Be Rock - Hell Ain’t A Bad Place To Be |
| - Highway to Hell - The Jack - For Those About To Rock (We Salute You) - Back in Black - T.N.T. - You Shook Me All Night Long | |

### The Beatles: Rock Band
The Beatles: Rock Band richtet sich hauptsächlich an Fans der Beatles. Das Spiel enthält 45 Hits der Band und weitere Titel online zum Download. Eine Besonderheit des Spiels ist die erhältliche Peripherie, die optisch den damaligen Instrumenten der Band nachempfunden ist.
| - I Want to Hold Your Hand - I Feel Fine - Day Tripper - Paperback Writer - Revolution                                                                                             | - Don’t Let Me Down - I Saw Her Standing There - Boys - Do You Want to Know a Secret - Twist and Shout   |
| - I Wanna Be Your Man - A Hard Day’s Night - Can’t Buy Me Love - Eight Days a Week - Ticket to Ride                                                                                | - Drive My Car - I’m Looking Through You - If I Needed Someone - Taxman - Yellow Submarine               |
| - And Your Bird Can Sing - Sgt. Pepper’s Lonely Hearts Club Band / With a Little Help from My Friends - Lucy in the Sky with Diamonds - Getting Better - Good Morning Good Morning | - I Am the Walrus - Hello, Goodbye - Dear Prudence - Back In the U.S.S.R. - While My Guitar Gently Weeps |
| - Birthday - Helter Skelter - Hey Bulldog - Come Together - Something | - Octopus’s Garden - I Want You (She’s So Heavy) - Here Comes the Sun - Dig a Pony - I Me Mine           |
| - I‘ve Got a Feeling - Get Back - Within You Without You / Tomorrow Never Knows | |

Der Titel All You Need Is Love ist exklusiv für die Xbox 360 Version des Spiels auf Xbox Live zum Download erhältlich.

### Green Day: Rock Band
Green Day: Rock Band ist ein weiterer auf eine Band bezogener Ableger der Serie. Das Spiel enthält 47 Titel, darunter alle Songs der Alben Dookie und American Idiot sowie 12 Songs aus 21st Century Breakdown – die fehlenden sechs Titel des Albums sind als zusätzlicher DLC erhältlich.
| Dookie (1994) - Burnout - Having a Blast - Chump - Longview - Welcome to Paradise - Pulling Teeth - Basket Case - She - Sassafras Roots - When I Come Around - Coming Clean - Emenius Sleepus - In the End - F.O.D.                                                  | Insomniac (1995) - Geek Stink Breath - Brain Stew / Jaded Nimrod (1997) - Nice Guys Finish Last - Hitchin’ a Ride - Good Riddance (Time of Your Life) Warning (2000) - Warning - Minority |
| American Idiot (2004) - American Idiot - Jesus of Suburbia - Holiday - Boulevard of Broken Dreams - Are We the Waiting / St. Jimmy - Give Me Novacaine / She’s a Rebel - Extraordinary Girl - Letterbomb - Wake Me Up When September Ends - Homecoming - Whatsername | 21st Century Breakdown (2009) - Song of the Century - 21st Century Breakdown - Before the Lobotomy - Last Night on Earth - Peacemaker - Murder City - ¿Viva la Gloria? (Little Girl) - Restless Heart Syndrome - Horseshoes and Handgrenades - The Static Age - American Eulogy - See the Light |